# Xylocopa bilineata
Xylocopa bilineata là một loài Hymenoptera trong họ Apidae. Loài này được Friese mô tả khoa học năm 1914.